# G5 Sahel
Le G5 Sahel ou « G5S » est un cadre institutionnel de coordination et de suivi de la coopération régionale en matière de politiques de développement et de sécurité, créé lors d'un sommet du 15 au 17 février 2014 par cinq États du Sahel : la Mauritanie, le Burkina Faso, le Mali, le Niger et le Tchad, répartis sur 5 097 338 km2.
Le 15 mai 2022, le Mali annonce quitter l'organisation puis le 2 décembre 2023, le Niger et le Burkina Faso font de même par un communiqué commun,. Le 6 décembre 2023, la Mauritanie et le Tchad, les deux derniers membres du G5 Sahel, annoncent par le biais d'un communiqué commun  que « prenant connaissance » des décisions de leurs « Républiques sœurs », ils vont mettre en œuvre le processus de dissolution du G5 Sahel,.

## Fonctionnement

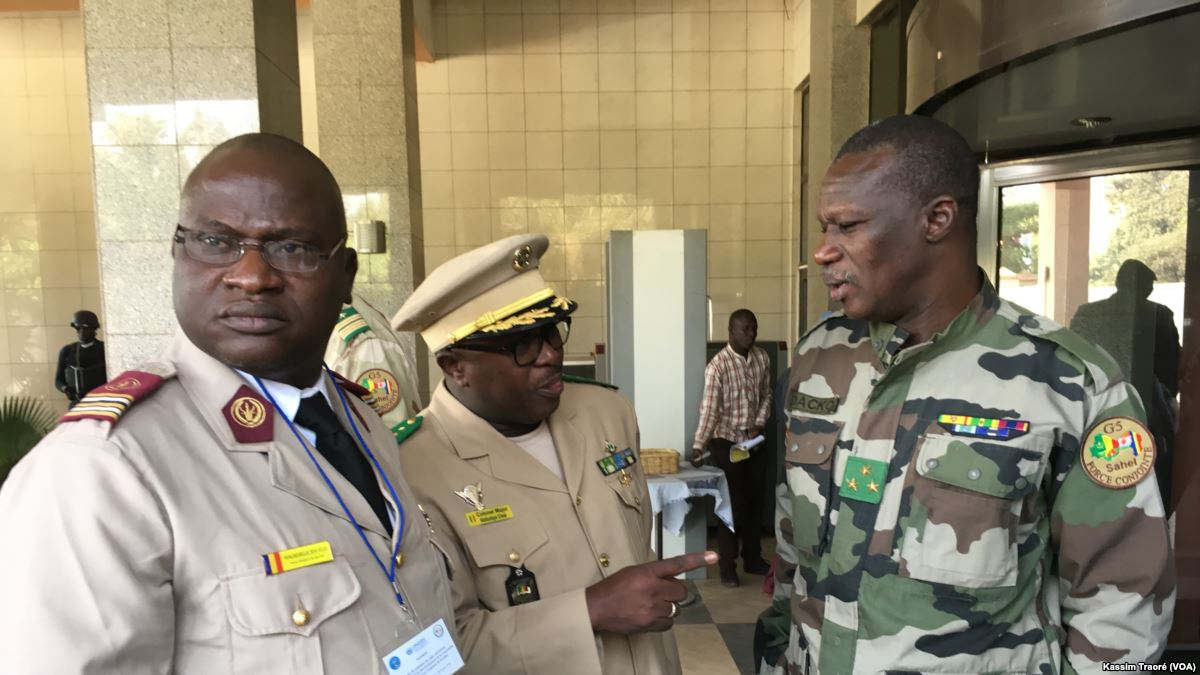
Le général Didier Dacko, alors qu'il commandait la force conjointe, avec deux officiers malien et tchadien.

Le G5S apparaît comme le pendant politique et économique sahélien de l’opération militaire française Barkhane et est destiné à améliorer la coordination des activités de sécurité et de défense entre les États du G5 Sahel.
Le siège du secrétariat permanent du G5 Sahel est en Mauritanie. Le secrétaire permanent de la Force conjointe est le Nigérien Mamane Sidikou.
Il se réunit à différents niveaux dont, pour le volet militaire, au niveau des chefs d'état-major des armées.
Ce cadre de coopération présente la particularité, au regard d’autres organisations,
- de lier étroitement développement économique et sécurité, les États étant « (…) persuadés de l'interdépendance des défis de la sécurité et du développement (…)[1] » ;
- d’impliquer des États du Sahel directement menacés par les différentes organisations djihadistes de la région (Al-Qaïda au Maghreb islamique, Mouvement pour l'unicité et le jihad en Afrique de l'Ouest - Al-Mourabitoune, Boko Haram).

### Collège de défense
Afin de former des officiers supérieurs susceptibles de rejoindre la force conjointe, le Collège de défense G5 Sahel a été créé. Sa première promotion a étudié durant l'année 2018-2019.

### Équipements
- Masstech T4 commandés en 250 exemplaires en 2019[11]. Un nouveau contrat de 128 exemplaires est annoncé en 2022[12].

- Arquus Bastion 46 exemplaires livrés aux pays du G5 Sahel en 2020[13]

- Streit Typhoon 30 exemplaires livrés en 2020.

## Histoire
Le G5 Sahel s’est doté d’une convention signée le 19 décembre 2014.
En décembre 2014, le G5S demande au Conseil de Sécurité de l'ONU la mise en place, en accord avec l’Union africaine, d'une force internationale en vue de « neutraliser les groupes armés, aider à la réconciliation nationale et mettre en place des institutions démocratiques stables en Libye ». Le 21 décembre 2014, l'Algérie a annoncé s'opposer à cette proposition.
Du 20 au 27 décembre 2014, une première opération militaire conjointe est réalisée entre les forces de l'opération Barkhane, du Niger et du Tchad sur une zone se situant à la frontière entre la Libye d'une part, le Niger et le Tchad d'autre part. Cette opération, dénommé Mangouste, est commandée depuis un poste de commandement tripartite situé au fort de Madama. Le 24 décembre 2014, le fort et l'opération reçoivent la visite des généraux Seyni Garba, Brahim Seïd Mahamat et Pierre de Villiers, respectivement chefs d’État-major (CEMA) du Niger, du Tchad et de la France.
Le 20 novembre 2015, les chefs d'État du G5 Sahel annoncent à N'Djaména la formation d'une force militaire anti-terroriste conjointe. Le projet reste longtemps lettre morte mais est réactivé le 6 février 2017, sous le nom de Force conjointe du G5 Sahel (FCG5S).
En juin 2017, la France demande au Conseil de sécurité des Nations unies d'approuver le déploiement de la force du G5 Sahel, et donc de lui accorder un financement. La proposition est soutenue par la Russie et la Chine, mais les États-Unis et le Royaume-Uni se montrent réticents — l'administration Trump ayant affiché son intention de réduire de manière conséquente la contribution américaine au budget des opérations de maintien de la paix,,. Un accord est cependant trouvé entre la France et les États-Unis le 20 juin. Le 21 juin, le Conseil de sécurité des Nations unies adopte une résolution qui « salue le déploiement » de cette force, mais sans lui délivrer un mandat des Nations unies, et donc un financement,.
La force conjointe du G5 Sahel rencontre alors effectivement des problèmes pour se financer dans la mesure où ses pays membres figurent parmi les plus pauvres du monde. Le budget nécessaire à cette force est estimé à 400 millions d'euros. Les engagements sont finalement les suivants :
- L'Union européenne s'engage à verser 50 millions d'euros[21],[19]
- Les cinq pays du G5 Sahel, 10 millions d'euros chacun[28]. Le président du Tchad, Idriss Déby, menace cependant de retirer ses troupes du Mali et du Nigeria, estimant ne pas avoir été suffisamment soutenu financièrement[29],[30]. Malgré des sollicitations, l'Algérie refuse quant à elle de s'impliquer dans la région[31],[32].
- Le 30 octobre 2017, les États-Unis promettent finalement une aide de 60 millions de dollars[33].
- Le 13 décembre 2017, l'Arabie saoudite apporte une contribution de 100 millions de dollars et les Émirats arabes unis une contribution de 30 millions de dollars au financement de la force du G5 Sahel[34]. L'Arabie saoudite gèle cependant sa contribution financière G5 Sahel à cause de l'ouverture faite par la France à l'Iran[35].

Selon l'ONU, sur les 415 millions d’euros promis en 2018 par la communauté internationale, un peu moins de la moitié a été déboursé et 199,5 millions d’euros n’ont toujours pas été versés début novembre, ce qui laisse les forces du G5 mal préparées et sans avoir pu mener seule aucune opération militaire contre les forces djihadistes. La France souhaite par ailleurs que le G5 Sahel obtienne un mandat de l'ONU.
Le 2 juillet 2017, le sommet du G5 du Sahel qui se tient à Bamako (Mali) marque le lancement officiel de la force militaire conjointe transfrontalière la (FCG5S) composée de cinq bataillons de 750 hommes, soit un bataillon par pays,,,. Les dirigeants du G5 Sahel espèrent alors que cette force pourra être portée progressivement à 10 000 hommes. Son objectif principal est la lutte contre les groupes djihadistes, mais elle est également chargée d'intervenir contre le trafic de drogue, d'armes et de migrants. Placée sous le commandement du général malien Didier Dacko, cette force dispose d'un droit de poursuite de part et d’autre des frontières. Le Liptako-Gourma, dite aussi la « zone des trois frontières », à la croisée des territoires malien, nigérien et burkinabé, est considérée comme la zone prioritaire,.
Depuis septembre 2017, Sévaré, située en banlieue de Mopti, au Mali, accueille le poste de commandement opérationnel de la force G5 Sahel. Il subit une attaque suicide le 29 juin 2018 et l'Union européenne a décidé en juillet de financer la totalité de la reconstruction. Son déplacement est décidé en direction de Bamako mais en novembre 2018, le gouvernement malien n'avait toujours désigné aucun lieu alors que la responsable de la force, le Malien Didier Dacko, est remplacé par le Mauritanien Hanena Ould Sidi. Ce dernier est remplacé le 24 juillet 2019 par le général nigérien Oumarou Namata Gazama.
Le 1er novembre 2017, le G5 Sahel lance sa première opération militaire — baptisée Hawbi — plus de 350 soldats burkinabés, 200 maliens, 200 nigériens et 180 français effectuent une démonstration de force dans la région de N'Tillit,,,,. Elle s'achève le 11 novembre ; selon le général malien Didier Dacko : « Beaucoup de difficultés sont apparues, des difficultés de  coordination, et des moyens de communication à parfaire encore, et des délais de mise en place à parfaire encore pour que les prochaines opérations soient mieux conduites ».
Le 14 juillet 2018, le Tchad annonce la nomination du général de division Oumar Bikimo comme chef d'état-major adjoint de la force militaire conjointe du G5 Sahel.
Après une importante attaque de son quartier général en juin 2018, la Force conjointe a repris ses activités en janvier 2019. Toutefois, selon l'ONU, les activités de la Force sont loin d'être satisfaisante puisque seuls 75% de la capacité opérationnelle prévue est déployée, et cela à cause d'« un manque important de formation, de moyens et de matériel ». Afin de contrer ce manque, la Force est actuellement en train de faire appel aux Nations unies pour obtenir une aide financière.

### Retraits du Mali, du Niger et du Burkina Faso
En 2022 , le Tchad qui assure la présidence du G5 Sahel doit laisser sa place au Mali qui doit prendre la présidence. Mais certains pays de l'alliance  s'opposent à la présidence malienne du fait de la situation politique au Mali (qui a connu deux coups d'État  en août 2020 et mai 2021). En réponse à cette opposition, les autorités maliennes annoncent  par un communiqué signé du ministère de l’administration territoriale et de la Décentralisation lu à la télévision publique le 15 mai 2022 que « le gouvernement du Mali décide de se retirer de tous les organes et instances du G5 Sahel, y compris la Force conjointe » et dénonce  « une instrumentalisation »,,. En  août 2023, le président mauritanien Mohamed Ould Ghazouani   qui assure la présidence du G5 Sahel déclare « regretter le retrait du Mali » et  qu'il  « espère que ce retrait sera très momentané ».
Le samedi 2 décembre 2023, les gouvernements du Burkina Faso du  Niger annoncent par un communiqué commun que les deux pays ont décidé « en toute souveraineté » de se retirer « de l'ensemble des instances et organes du G5 Sahel, y compris la Force conjointe » et ce dès le 29 novembre 2023. Dans ce même communiqué, ils dénoncent une  « organisation qui peine à atteindre ses objectifs » et « des lourdeurs institutionnelles et des pesanteurs d'un autre âge » qui  contrarient selon eux « les ambitions légitimes de nos États, à faire de l'espace du G5 Sahel une zone de sécurité et de développement ».
Après le retrait de ces 3 pays, le G5 Sahel ne se compose plus que de 2 pays membres : la Mauritanie et le Tchad.

### Dissolution du G5 Sahel
Après le retrait du Mali du G5 Sahel le 15 mai 2022, puis du Burkina Faso et du Niger le 2 décembre 2023, la Mauritanie et le Tchad, les deux derniers membres de l'alliance créée en 2014, ont acté, le mercredi 6 décembre 2023, sa dissolution,. Une nouvelle organisation, l'Alliance des États du Sahel, est créée le 16 septembre 2023 par les trois pays qui s'étaient retiré.

## Actions économiques du G5 Sahel
Le G5S affiche une forte volonté de développement durable, par la création d’infrastructures, par la promotion de l’économie et par le développement humain. Il appelle au soutien de la part de l’ensemble des partenaires au développement intéressés par la région, notamment le groupe de la Banque Mondiale, les coopérations bilatérales, les organisations de développement islamiques.
Un Programme prioritaire d'investissement (PIP) a été esquissé, pour répondre aux besoins du développement, notamment en matière de gouvernance, de sécurité, de résilience économique et d’infrastructures. Le G5S souhaite un financement à hauteur de 14,8 milliards de dollars pour le réaliser.
La Banque mondiale soutient l’établissement d’un secrétariat (économique) du G5S à Niamey.
Président en exercice du G5 Sahel en janvier 2018, affirmant que 25 % du budget nigérien est consacré à l’éducation, rendue gratuite et obligatoire jusqu’à 16 ans et ayant renforcé l’enseignement de l’histoire des religions à l’école pour mieux contrer la radicalisation, le président du Niger Mahamadou Issoufou plaide pour un plus grande intégration économique dans la région, pour favoriser le développement et donner des perspectives à la jeunesse africaine : « le G5 Sahel n’a pas uniquement une dimension militaire. (...) La finalité est une intégration économique dans cette région sinistrée où l’on trouve des indices de développement parmi les plus faibles au monde. (...) Le développement exige plus d’intégration et un marché continental qui soit libéralisé au sein d’un marché commun (...) Pourtant, le commerce intra-africain ne représente que 13 % des échanges continentaux. Car les infrastructures manquent (...) ce qui contraint l’Afrique à importer ses produits d’autres continents (...) [Ce] manque d’intégration freine l’économie et renforce la pauvreté, de même que le chômage. Certains jeunes Africains n’ont plus d’autre choix que de fuir ». Parmi ses projets figure un plan quinquennal de développement de la région du lac Tchad et « nous comptons, avec les autres pays du lac, exhumer un vieux projet : le transfert des eaux du fleuve Oubangui vers le lac Tchad via un canal créé pour l’occasion ».